# 阿歷斯·加西亞
阿歷斯·加西亞·塞拉诺（1997年6月2日—）是一名西班牙足球運動員，司職防守中場，曾效力英超球會曼城。現效力於德甲球隊利華古遜。
加西亞生於西班牙加泰羅尼亞塔拉戈納省烏利德科納。2005年，加西亞年僅8歲，加入維拉利爾青年隊。2014年4月26日，加西亞為維拉利爾B隊在西乙B級聯賽（Segunda B）出場比賽。2015年5月23日，維拉利爾對畢爾包的比賽中，作為替補球員首次在西甲上場。2015年8月27日，加西亞從維拉利爾以210萬英鎊轉投曼城。2016年2月21日，加西亞獲時任曼城領隊柏歷堅尼安排在足總杯第五輪，在曼城對車路士比賽中首次為曼城出賽。

## 榮譽
利華古遜
- 德國超級盃冠軍：2024[4]